# Георги Денизов
Георги Костов Денизов е български революционер, деец на Вътрешната македоно-одринска революционна организация.

## Биография
Георги Денизов е роден в 1878 година в неврокопското българско село Осиково, тогава в Османската империя, днес в България. Присъединява се към ВМОРО. През лятото на 1903 година участва в Илинденско-Преображенското въстание с четата на Стоян Мълчанков. Взима участие в боя при село Пирин, при Мелнишката местност „Света Богородица“, където загива Илия Димитров от Осиково. След това участва в боя при Обидим при изтеглянето на бежанците на север и в сраженията в Разложкото поле.
На 6 март 1943 година, като жител на Лъджене, подава молба за българска народна пенсия, която е одобрена и пенсията е отпусната от Министерския съвет на Царство България.